# Віттіер (Аляска)
Віттіер (англ. Whittier) — місто (англ. city) в США, в окрузі Вальдес-Кордова штату Аляска. Населення — 272 особи (2020).

## Історія
1964 року місто сильно постраждало від цунамі, яке викликав Великий землетрус на Алясці. Під час цунамі загинуло 13 осіб; висота хвиль досягала 13 м.

## Географія
Розташоване у північно-східній частині півострова Кенай, на березі протоки Принца Вільгельма, за 121 км на південний схід від Анкориджа. Віттіер розташований за координатами 60°46′36″ пн. ш. 148°39′53″ зх. д. / 60.77667° пн. ш. 148.66472° зх. д. (60.776683, -148.664642).  За даними Бюро перепису населення США в 2010 році місто мало площу 51,24 км², з яких 31,79 км² — суходіл та 19,45 км² — водойми.

### Клімат
| Клімат : Віттіер        | Клімат : Віттіер | Клімат : Віттіер | Клімат : Віттіер | Клімат : Віттіер | Клімат : Віттіер | Клімат : Віттіер | Клімат : Віттіер | Клімат : Віттіер | Клімат : Віттіер | Клімат : Віттіер | Клімат : Віттіер | Клімат : Віттіер | Клімат : Віттіер |
| Показник                | Січ.             | Лют.             | Бер.             | Квіт.            | Трав.            | Черв.            | Лип.             | Серп.            | Вер.             | Жовт.            | Лист.            | Груд.            | Рік              |
| Абсолютний максимум, °C | 12,2             | 11,7             | 12,2             | 18,9             | 24,4             | 27,8             | 28,9             | 30,6             | 22,8             | 21,7             | 13,3             | 8,9              | 30,6             |
| Середній максимум, °C   | 0,2              | 0,6              | 2,6              | 6,5              | 11,5             | 15,6             | 17,0             | 16,1             | 11,9             | 6,2              | 1,9              | 1,1              | 7,6              |
| Середня температура, °C | −1,9             | −1,5             | 0,2              | 3,8              | 8,2              | 12,1             | 13,9             | 13,3             | 9,6              | 4,2              | −0,1             | −1,1             | 5,1              |
| Середній мінімум, °C    | −4,1             | −3,6             | −2,1             | 1,1              | 4,9              | 8,6              | 10,8             | 10,4             | 7,2              | 2,2              | −2,1             | −3,2             | 2,6              |
| Абсолютний мінімум, °C  | −27,8            | −26,1            | −20,6            | −9,4             | −3,9             | 1,7              | 1,1              | −5               | −17,8            | −23,3            | −28,3            | −27,8            | −28,3            |
| Норма опадів, мм        | 639              | 439              | 402              | 405              | 374              | 263              | 271              | 395              | 566              | 542              | 497              | 657              | 5450             |
| Днів з дощем            | 17               | 15               | 15               | 15               | 14               | 14               | 15               | 16               | 17               | 17               | 16               | 19               | 190,0            |
| ----------------------- | ---------------- | ---------------- | ---------------- | ---------------- | ---------------- | ---------------- | ---------------- | ---------------- | ---------------- | ---------------- | ---------------- | ---------------- | ---------------- |
| Джерело: WRCC           |                  |                  |                  |                  |                  |                  |                  |                  |                  |                  |                  |                  |                  |

## Демографія
Згідно з переписом 2010 року, у місті мешкало 220 осіб у 114 домогосподарствах у складі 48 родин. Густота населення становила 4 особи/км².  Було 280 помешкань (5/км²).
Расовий склад населення:
| - 69,5 % — білих - 7,7 % — азіатів - 5,5 % — корінних американців - 3,2 % — вихідців з тихоокеанських островів - 0,5 % — чорних або афроамериканців |

До двох чи більше рас належало 13,2 %. Частка іспаномовних становила 5,0 % від усіх жителів.
За віковим діапазоном населення розподілялося таким чином: 15,0 % — особи молодші 18 років, 72,7 % — особи у віці 18—64 років, 12,3 % — особи у віці 65 років та старші. Медіана віку мешканця становила 48,0 року. На 100 осіб жіночої статі у місті припадало 131,6 чоловіків;  на 100 жінок у віці від 18 років та старших — 146,1 чоловіків також старших 18 років.
Середній дохід на одне домашнє господарство  становив 69 505 доларів США (медіана — 55 893), а середній дохід на одну сім'ю — 90 053 долари (медіана — 73 125). Медіана доходів становила 48 125 доларів для чоловіків та 37 083 долари для жінок. За межею бідності перебувало 11,2 % осіб, у тому числі 17,9 % дітей у віці до 18 років та 3,3 % осіб у віці 65 років та старших.
Цивільне працевлаштоване населення становило 128 осіб. Основні галузі зайнятості: транспорт — 22,7 %, освіта, охорона здоров'я та соціальна допомога — 14,8 %, мистецтво, розваги та відпочинок — 12,5 %, публічна адміністрація — 10,9 %.

## Транспорт
Є гавань та глибоководний порт. Місто обслуговує злітно-посадкова смуга (451 x 18 м), яка, втім, не функціонує в холодну пору року. На 2005 рік в аеропорту базувалися 2 одномоторних літака. Є док для гідролітаків. По суші в місто можна потрапити по шосе Портадж-Глейшер, що проходить через тунель Ентон-Андерсон. Крім шосе через тунель Ентон-Андерсон проходить також і залізниця. У місті розташований південний термінал Залізниці Аляски.